# Eleições distritais no Distrito Federal em 1990
As eleições distritais no Distrito Federal em 1990 ocorreram em 3 de outubro como parte das eleições na unidade federativa em questão e em 26 estados brasileiros. Foram eleitos o governador Joaquim Roriz, a vice-governadora Márcia Kubitschek e o senador Valmir Campelo, além de oito deputados federais e vinte e quatro distritais. Cinco anos antes, o Congresso Nacional outorgou uma representação política aos brasilienses formada por uma bancada eleita em 1986. Com a Constituição de 1988, os brasilienses poderiam eleger seu governador, pois até então o cabia ao presidente da República escolher o governador do Distrito Federal após a aprovação pelo Senado Federal.
Desde a inauguração de Brasília em 21 de abril de 1960, votar foi um direito negado aos seus habitantes durante um bom tempo pois, mesmo participando da eleição presidencial de 1960, só o fariam novamente quando a lei concedeu aos eleitores domiciliados no Distrito Federal o direito de remeter seus votos aos estados de origem através de urnas especiais em 1974, 1978 e 1982 até que a Nova República concedeu ao brasiliense o direito permanente ao voto.
Nesse contexto houve eleições distritais em 3 de outubro de 1990 e elas foram decididas logo em primeiro turno com a vitória do governador Joaquim Roriz e da vice-governadora Márcia Kubitschek, filha de Juscelino Kubitschek, prócer da construção de Brasília. Nascido em Luziânia, ele é empresário e iniciou carreira política como vereador na sua cidade natal em 1961 e após a outorga do bipartidarismo entrou no MDB sendo presidente do diretório municipal em Luziânia e com o passar dos anos foi eleito deputado estadual por Goiás em 1978 com uma breve passagem pelo PT antes de se eleger deputado federal pelo PMDB em 1982.
A experiência do governador em cargos executivos começou quando foi eleito vice-governador de Goiás na chapa de Henrique Santillo em 1986, entretanto pouco exerceu o mandato ante a sua nomeação como interventor na prefeitura de Goiânia em lugar de Daniel Antônio sendo escolhido governador do Distrito Federal em 1988 pelo presidente José Sarney. Ministro da Agricultura nos primeiros dias do Governo Collor, pediu demissão para concorrer ao Palácio do Buriti pelo PTR e foi ameaçado de impugnação dada a sua passagem como governador biônico, contudo recebeu parecer favorável da Justiça Eleitoral e venceu o pleito.
Na disputa para senador o eleito foi o jornalista Valmir Campelo. Nascido em Crateús e formado pela Universidade de Brasília, foi chefe de gabinete da Fundação do Serviço Social do Distrito Federal e da Secretaria de Governo até ser nomeado administrador nas regiões administrativas de Brazlândia, Gama e Taguatinga entre 1973 e 1985. Eleito deputado federal pelo PFL em 1986, transferiu-se para o PTB sendo eleito presidente do diretório regional antes de vencer a eleição para o Senado Federal.

## Resultado da eleição para governador
Segundo o Tribunal Regional Eleitoral do Distrito Federal houve 659.671 votos nominais (84,91%), 50.529 votos em branco (6,50%), 66.716 votos nulos (8,59%) totalizando 776.916 eleitores.
| Candidatos a governador do estado | Candidatos a vice-governador | Número | Coligação                                                 | Votação | Percentual |
| --------------------------------- | ---------------------------- | ------ | --------------------------------------------------------- | ------- | ---------- |
| Joaquim Roriz PTR                 | Márcia Kubitschek PRN        | 28     | Frente Comunidade (PTR, PRN, PFL, PTB, PST)               | 366.035 | 55,49%     |
| Carlos Saraiva PT                 | Arlete Sampaio PT            | 13     | PT (sem coligação)                                        | 133.704 | 20,27%     |
| Maurício Corrêa PDT               | Geraldo Campos PDT           | 12     | Frente Popular Brasília (PDT, PSDB, PSB, PCB, PCdoB, PEB) | 94.239  | 14,28%     |
| Elmo Serejo PL                    | Ada de Luca PMDB             | 22     | Movimento Liberal Progressista (PL, PMDB, PRP, PS)        | 61.485  | 9,32%      |
| Adolfo Lopes PTdoB                | Olgarina Pacheco PTdoB       | 70     | PTdoB (sem coligação)                                     | 4.208   | 0,64%      |
| Fontes:                           |                              |        |                                                           |         |            |

## Resultado da eleição para senador
Segundo o Tribunal Regional Eleitoral do Distrito Federal houve 614.452 votos nominais (79,09%), 98.960 votos em branco (12,74%) e 63.504 votos nulos (8,17%), totalizando 776.916 eleitores.
| Candidatos a senador da República   | Candidatos a suplente de senador                           | Número | Coligação                                                 | Votação | Percentual |
| ----------------------------------- | ---------------------------------------------------------- | ------ | --------------------------------------------------------- | ------- | ---------- |
| Valmir Campelo PTB                  | Leonel Paiva PST Heitor Reis PFL                           | 281    | Frente Comunidade (PTR, PRN, PFL, PTB, PST)               | 290.422 | 47,27%     |
| Lauro Campos PT                     | Jacques de Oliveira Pena PT Luciano Sales Oliveira PT      | 133    | PT (sem coligação)                                        | 209.743 | 34,13%     |
| Lindberg Aziz Cury PMDB             | Paulo Roberto Campos PMDB Antônio da Silva Filho PL        | 153    | Movimento Liberal Progressista (PL, PMDB, PRP, PS)        | 59.001  | 9,60%      |
| Pompeu de Sousa PSDB                | Sebastião de Barros Abreu PSB Getúlio Dias PDT             | 451    | Frente Popular Brasília (PDT, PSDB, PSB, PCB, PCdoB, PEB) | 45.332  | 7,38%      |
| Roosevelt Dias Beltrão PMN          | Cecília Batista de Oliveira PMN Marco Antônio Martins PMN  | 331    | PMN (sem coligação)                                       | 6.375   | 1,04%      |
| Dagoberto Sérvulo de Oliveira PTdoB | Enéas Gonçalves da Silva PTdoB Maria Ângela Oliveira PTdoB | 701    | PTdoB (sem coligação)                                     | 3.579   | 0,58%      |
| Fontes:                             |                                                            |        |                                                           |         |            |

## Deputados federais eleitos
São relacionados os candidatos eleitos com informações complementares da Câmara dos Deputados.

Representação eleita
  PFL: 2
  PT: 2
  PCB: 1
  PRN: 1
  PTR: 1
  PSDB: 1

Fonteː
| Número  | Deputados federais eleitos | Partido | Votação | Percentual | Localidade onde nasceu   | Unidade federativa |
| 2323    | Augusto Carvalho           | PCB     | 42.957  |            | Patos de Minas           | Minas Gerais       |
| 3636    | Paulo Octávio              | PRN     | 38.233  |            | Lavras                   | Minas Gerais       |
| 2512    | Osório Adriano             | PFL     | 34.970  |            | Uberaba                  | Minas Gerais       |
| 2828    | Benedito Domingos          | PTR     | 27.364  |            | São Sebastião do Paraíso | Minas Gerais       |
| 1333    | Maria Laura Pinheiro       | PT      | 26.186  |            | Jaguaribe                | Ceará              |
| 2525    | Jofran Frejat              | PFL     | 22.779  |            | Floriano                 | Piauí              |
| 1315    | Chico Vigilante            | PT      | 20.864  |            | Vitorino Freire          | Maranhão           |
| 4555    | Sigmaringa Seixas          | PSDB    | 12.858  |            | Niterói                  | Rio de Janeiro     |
| Fontes: |                            |         |         |            |                          |                    |

## Deputados distritais eleitos
Com informações adicionais da Câmara Legislativa do Distrito Federal, são relacionados a seguir os deputados distritais eleitos, os quais foram empossados perante o Senado Federal.

Representação eleita
  PT: 5
  PDT: 4
  PTR: 4
  PL: 2
  PCB: 1
  PSDB: 1
  PDC: 1
  PFL: 1
  PCdoB: 1
  PDS: 1
  PSL: 1
  PSC: 1
  PRP: 1

Fonteː
| Número  | Deputados distritais eleitos | Partido | Votação | Percentual | Localidade onde nasceu | Unidade federativa  |
| 13113   | Pedro Celso                  | PT      | 19.139  | 2,46%      | Tiros                  | Minas Gerais        |
| 23123   | Carlos Alberto Torres        | PCB     | 14.541  | 1,87%      | São Paulo              | São Paulo           |
| 45111   | Maria de Lourdes Abadia      | PSDB    | 13.607  | 1,75%      | Bela Vista de Goiás    | Goiás               |
| 13111   | Lúcia Carvalho               | PT      | 11.506  | 1,48%      | Londrina               | Paraná              |
| 22277   | Jorge Cauhy                  | PL      | 8.712   | 1,12%      | Uberaba                | Minas Gerais        |
| 12122   | Jonas Vettoraci              | PDT     | 8.712   | 1,12%      | Anchieta               | Espírito Santo      |
| 52123   | Peniel Pacheco               | PST     | 6.382   | 0,82%      | Uberaba                | Minas Gerais        |
| 12144   | Benício Tavares              | PDT     | 6.036   | 0,77%      | Rio de Janeiro         | Rio de Janeiro      |
| 13200   | Geraldo Magela               | PT      | 5.940   | 0,76%      | Patos de Minas         | Minas Gerais        |
| 28101   | Manoel de Andrade            | PTR     | 5.940   | 0,76%      | Jaçanã                 | Rio Grande do Norte |
| 17122   | Fernando Naves               | PDC     | 5.490   | 0,70%      | Araguari               | Minas Gerais        |
| 25111   | Salviano Guimarães           | PFL     | 4.801   | 0,61%      | Goiânia                | Goiás               |
| 65111   | Agnelo Queiroz               | PCdoB   | 4.387   | 0,56%      | Itapetinga             | Bahia               |
| 28128   | Maurílio Silva               | PTR     | 4.198   | 0,54%      | Ipanema                | Minas Gerais        |
| 11250   | Aroldo Satake                | PDS     | 4.182   | 0,54%      | Marília                | São Paulo           |
| 13144   | Eurípedes Camargo            | PT      | 4.171   | 0,53%      | Ceres                  | Goiás               |
| 12112   | Edimar Pireneus              | PDT     | 4.156   | 0,53%      | Corumbá de Goiás       | Goiás               |
| 59101   | José Edmar                   | PSL     | 3.680   | 0,47%      | Formosa                | Goiás               |
| 20155   | Tadeu Roriz                  | PSC     | 3.680   | 0,47%      | Goiânia                | Goiás               |
| 28251   | Gilson Araújo                | PTR     | 3.537   | 0,45%      | Floriano               | Piauí               |
| 22222   | José Ornellas                | PL      | 3.520   | 0,45%      | Rio de Janeiro         | Rio de Janeiro      |
| 28108   | Rose Mary Miranda            | PTR     | 3.031   | 0,39%      | Natal                  | Rio Grande do Norte |
| 44144   | Cláudio Monteiro             | PRP     | 2.887   | 0,37%      | Niterói                | Rio de Janeiro      |
| 13222   | Wasny de Roure               | PT      | 2.848   | 0,36%      | Goiânia                | Goiás               |
| Fontes: |                              |         |         |            |                        |                     |

## Estatísticas parlamentares
A emenda constitucional que concedeu representação política ao Distrito Federal não contemplou a eleição de deputados distritais em 1986.
| Partido | Em 1990 | Em 1986 | Variação |
| ------- | ------- | ------- | -------- |
| PFL     | 02      | 03      |          |
| PT      | 02      | 00      |          |
| PCB     | 01      | 01      |          |
| PRN     | 01      | 00      |          |
| PTR     | 01      | 00      |          |
| PSDB    | 01      | 00      |          |
| PMDB    | 00      | 04      |          |

| Partido | Em 1990 | Em 1986 | Variação |
| ------- | ------- | ------- | -------- |
| PT      | 05      | -       |          |
| PTR     | 04      | -       |          |
| PDT     | 03      | -       |          |
| PL      | 02      | -       |          |
| PDC     | 01      | -       |          |
| PSC     | 01      | -       |          |
| PCB     | 01      | -       |          |
| PFL     | 01      | -       |          |
| PRP     | 01      | -       |          |
| PSDB    | 01      | -       |          |
| PST     | 01      | -       |          |
| PSL     | 01      | -       |          |
| PCdoB   | 01      | -       |          |
| PDS     | 01      | -       |          |